# Turčiansky Peter
Turčiansky Peter (hongrois : Turócszentpéter) est un village de Slovaquie situé dans la région de Žilina.

## Histoire
La première mention écrite du village date de 1309.

## Démographie

### Évolution de la population
| Année:               | 1994. | 2004.    | 2014.    | 2024.    |
| -------------------- | ----- | -------- | -------- | -------- |
| Nombre de personnes: | 237   | 319      | 452      | 587      |
| Différence:          |       | +34,59 % | +41,69 % | +29,86 % |

| Année:               | 2023. | 2024.   |
| -------------------- | ----- | ------- |
| Nombre de personnes: | 570   | 587     |
| Différence:          |       | +2,98 % |